# Luciano Emmer

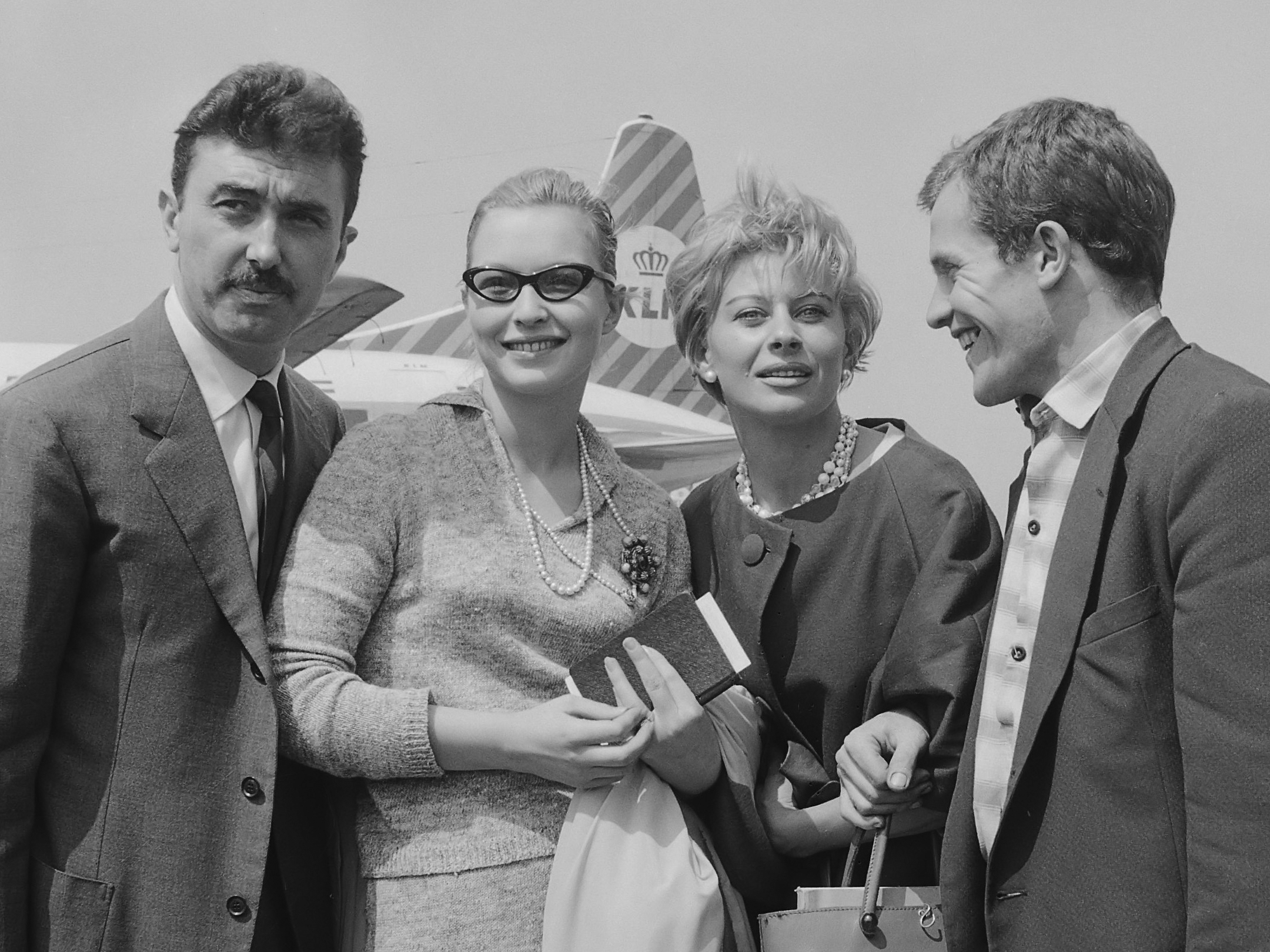
Luciano Emmer (links) mit Marina Vlady, Magali Noël und Bernard Fresson (1960)

Luciano Emmer (* 19. Januar 1918 in Mailand; † 16. September 2009 in Rom) war ein italienischer Filmregisseur und Drehbuchautor.

## Leben
Emmer brach ein Jurastudium ab und wurde zunächst durch Dokumentarfilme bekannt, die er ab 1941 drehte und produzierte; darunter etliche zu Kunstthemen. Mit Enrico Gras hatte er für deren Produktion die „Dolomiti Film“ gegründet. Bis zu seinem Tode arbeitete er in diesem Bereich seines Werkes. 1950 wandte er sich mit dem Episodenfilm Ein Sonntag im August dem Spielfilm im Stil des Neorealismus zu. Auch die drei Nachfolgefilme, darunter Die Mädchen vom Spanischen Platz, fanden überdurchschnittliche Kritiken.
1957 war er an der Einführung der 10-minütigen Fernsehsendung Carosello, als deren Erfinder er gilt, beteiligt; die Sendung im Werbeumfeld, die mit neuen Formen, Animation und Moderation experimentierte, wurde bis 1977 fortgeführt. Ab Mitte der 1960er Jahre wandte sich Emmer vor allem der Fernseharbeit zu; auch für das deutsche Fernsehen inszenierte er (Die diebischen Zwillinge, 6-teilige Serie mit Alice und Ellen Kessler). 1990 kehrte er mit Basta! Adesso tocca a noi zum Spielfilm zurück; es war der Auftakt zu einem im Vergleich seines sonstigen Produktionsausstoßes reichhaltigen Spätwerk.

### Auszeichnungen
1951 erhielt Emmer den Golden Globe Award für den Dokumentarfilm Pictura.

## Filmografie (Auswahl)
- 1950: Ein Sonntag im August (Domenica d’agosto)
- 1951: Parigi è sempre Parigi
- 1952: Die Mädchen vom Spanischen Platz (Le ragazze di Piazza di Spagna)
- 1954: Camilla
- 1954: Der letzte Schultag (Terza liceo)
- 1955: Bigamie ist kein Vergnügen (Il bigamo)
- 1956: Der schönste Augenblick (Alternativtitel: Frauennot – Frauenglück) (Il momento più bello)
- 1961: Mädchen im Schaufenster (La ragazza in vetrina)
- 1990: Basta! Adesso tocca a noi
- 2001: Una lunga lunga lunga notte d’amore
- 2003: L’acqua… il fuoco
- 2006: Le flame del paradis